# Doriva
Dorival Guidoni Júnior (28 de mayo de 1972), conocido como Doriva, es un exfutbolista brasileño, se desempeñaba como centrocampista y se retiró en 2011. Actualmente es entrenador sin equipo luego de renunciar.

## Clubes

### Como jugador
| Club                 | País       | Año       |
| -------------------- | ---------- | --------- |
| São Paulo            | Brasil     | 1993-1995 |
| Anapolina (préstamo) | Brasil     | 1992      |
| Goiânia (préstamo)   | Brasil     | 1993      |
| XV de Piracicaba     | Brasil     | 1995      |
| Atlético Mineiro     | Brasil     | 1995-1997 |
| Porto                | Portugal   | 1997-1999 |
| Sampdoria            | Italia     | 1999-2000 |
| Celta de Vigo        | España     | 2000-2003 |
| Middlesbrough        | Inglaterra | 2003-2006 |
| Blackpool            | Inglaterra | 2006      |
| América-SP           | Brasil     | 2006-2011 |

### Como entrenador
| Club                 | País   | Año  |
| -------------------- | ------ | ---- |
| Ituano               | Brasil | 2014 |
| Athletico Paranaense | Brasil | 2014 |
| Vasco da Gama        | Brasil | 2015 |
| Ponte Preta          | Brasil | 2015 |
| São Paulo            | Brasil | 2015 |
| Bahia                | Brasil | 2016 |
| Santa Cruz           | Brasil | 2016 |
| Atlético Goianiense  | Brasil | 2017 |
| Grêmio Novorizontino | Brasil | 2018 |
| Ponte Preta          | Brasil | 2018 |
| CRB                  | Brasil | 2018 |
| Criciúma             | Brasil | 2019 |
| São Bento            | Brasil | 2019 |

## Palmarés

### Como futbolista
| Título                          | Equipo              | Año     |
| ------------------------------- | ------------------- | ------- |
| Campeonato Brasileño de Serie A | São Paulo           | 1991    |
| Copa Libertadores               | São Paulo           | 1993    |
| Mundial de Clubes               | São Paulo           | 1993    |
| Supercopa Sudamericana          | São Paulo           | 1993    |
| Recopa Sudamericana             | São Paulo           | 1993    |
| Recopa Sudamericana             | São Paulo           | 1994    |
| Campeonato Brasileño de Serie C | XV de Piracicaba    | 1995    |
| Copa FIFA Confederaciones       | Selección de Brasil | 1997    |
| Copa Conmebol                   | Atlético Mineiro    | 1997    |
| Primeira Liga                   | Porto               | 1997-98 |
| Taça de Portugal                | Porto               | 1997-98 |
| Primeira Liga                   | Porto               | 1998-99 |
| Copa da Liga Inglesa            | Middlesbrough       | 2003-04 |

### Como entrenador
| Título              | Equipo        | Año  |
| ------------------- | ------------- | ---- |
| Campeonato Paulista | Ituano        | 2014 |
| Campeonato Carioca  | Vasco da Gama | 2015 |